# (5343) Ryzhov
(5343) Ryzhov es un asteroide perteneciente al cinturón de asteroides, descubierto el 23 de septiembre de 1977 por Nikolái Stepánovich Chernyj desde el Observatorio Astrofísico de Crimea (República de Crimea).

## Designación y nombre
Designado provisionalmente como 1977 SG3. Fue nombrado Ryzhov en honor al científico ruso Yurij Aleksandrovich Ryzhov, miembro de la Academia Rusa de Ciencias, destacado especialista en aerodinámica e hidrodinámica, antiguo rector del Instituto de Aviación de Moscú.

## Características orbitales
Ryzhov está situado a una distancia media del Sol de 2,274 ua, pudiendo alejarse hasta 2,565 ua y acercarse hasta 1,982 ua. Su excentricidad es 0,128 y la inclinación orbital 8,340 grados. Emplea 1252,63 días en completar una órbita alrededor del Sol.

## Características físicas
La magnitud absoluta de Ryzhov es 13,6. Tiene 5,131 km de diámetro y su albedo se estima en 0,293. 